# レフティ・ウィリアムズ
レフティ・ウィリアムズ（英語: Lefty Williams, 本名：クラウド・プレストン・ウィリアムズ（Claude Preston Williams , 1893年3月9日 - 1959年11月4日）は、アメリカ合衆国ミズーリ州オーロラ出身のプロ野球選手（投手）。左投げ、右打ち。
1921年8月3日にブラックソックス事件に関与していたとして永久追放処分を科された「アンラッキー・エイト（悲運の8人）」の1人である。

## 経歴
1913年8月11日にMLBのデトロイト・タイガースに入団し、同年9月17日にMLBデビュー。
1915年はマイナーリーグベースボールのAA級ソルトレイク・ビーズに所属。パシフィックコーストリーグ最多の33勝（12敗）を記録する活躍を見せ、シカゴ・ホワイトソックスはシーズン終了後にウィリアムズを獲得した。
1916年はホワイトソックスの先発ローテーションに定着、初の二桁勝利を達成した。
1917年のワールドシリーズ第5戦に中継ぎ投手として登板した。チームはニューヨーク・ジャイアンツを4勝2敗で破り、初のワールドチャンピオンを経験した。

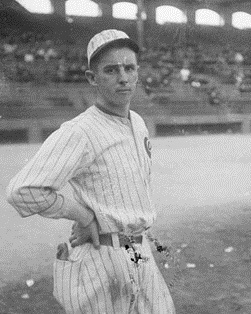
1916年10月

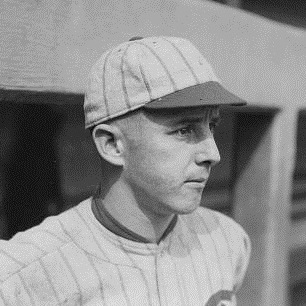
1917年

第一次世界大戦の終盤に差し掛かった1918年5月にアメリカ合衆国連邦政府が「労働か戦闘か」の方針を打ち出した。捕手のバード・リンやプライベートでも付き合いがあり、チーム内で最も仲が良かったジョー・ジャクソンと同じくアメリカ海軍の造船所で働きながら、プレーする道を選んだ。チャールズ・コミスキーオーナーは兵役を退避した3人を「私のチームでプレーするのにふさわしくない」としてチームからの除名をほのめかし、将来の契約交渉を有利にしようとした。
1919年には297.0回を投げて防御率2.64・23勝11敗と自己最高の成績を残した。しかし、この年のワールドシリーズでブラックソックス事件に巻き込まれた。本来の約束の報酬の1万ドルは受け取る事が出来なかったが、それでもこの年の年俸（2600ドル）の倍近くの5000ドルを受け取った。第2戦と第5戦は共に8.0回を投げて4失点ずつして敗戦。第2戦では4回に集中して3つの与四球を出すなど一挙3失点、第5戦では6回に2本の長打を浴びるなど一挙4失点と集中して失っている。第8戦では最初の打者のみアウトに出来ただけで、4連打目となる2点適時二塁打を浴びて3失点で早々と降板し、敗戦投手となった。同一のワールドシリーズで3敗は1981年のジョージ・フレイザーと並ぶ歴代最多敗戦記録である。1963年に出版されたブラックソックス事件を取り扱った書籍『エイトメン・アウト』の中で、第8戦の試合前に「登板試合で全力を出せば妻に危害が及ぶ」と謎の匿名の人物から脅迫される場面があるが、後年に作者のエリオット・アジノフはこの場面は創作である事を認めている。
1920年はライブボール時代の初年であり、防御率こそ3.91と跳ね上がったが、299.0回を投げて2年連続で20勝に到達。レッド・フェイバー、エディ・シーコット、ディッキー・カーと共に史上初の20勝カルテットを形成した。同年9月27日、賭博師のビリー・マハーグの告白に基づく1919年ワールドシリーズ時の八百長の暴露記事がノース・アメリカン紙に掲載され、ウィリアムズの名前も挙がった。イリノイ州クック郡の大陪審でシーコットに続き、自供した。コミスキーは刑事訴追直前にウィリアムズを含む疑惑の7人（チック・ガンディルは1919年シーズンを最後に引退）へ出場停止処分に科す電報を送っていた。
翌1921年2月14日にジャクソンらと共に過去の自供を撤回する口述書を提出した。8月2日にシカゴの高等裁判所は証拠不十分から全員無罪の評決を下した。それにも関わらず、ケネソー・ランディスコミッショナーは翌3日に声明を発表し、ウィリアムズら8人を球界から永久追放とする処分を下した。
その後、ウィリアムズはニューメキシコ州などのセミプロチームで数年間プレーした。
引退後は保育園事業を起こし、亡くなるまで八百長における自身の役割について沈黙を守り続けた。
1959年11月4日にカリフォルニア州ラグナビーチにて死去。66歳没。
1988年公開の映画版『エイトメン・アウト』ではジェームズ・リードがウィリアムズ役を演じた。
2025年5月13日、メジャーリーグ機構は、永久追放処分対象者のうち既に故人である17名について、資格回復を発表。復権を遂げた。

## プレースタイル
身長5フィート9インチ（約175cm）と小柄な体型からストライクゾーンの低めへ制球良く投げる縦変化の大きいカーブを武器とした左腕であり、優れた外野守備力を誇るホワイトソックスにマッチしたフライボールピッチャーだった。
投手としての球種はスローボール（現在でいうチェンジアップのようなボール）、カーブ（米書「guide to pitchers」より）。

## 詳細情報

### 年度別投手成績
| 年 度     | 球 団     | 登 板 | 先 発 | 完 投 | 完 封 | 無 四 球 | 勝 利 | 敗 戦 | セ 丨 ブ | ホ 丨 ル ド | 勝 率 | 打 者 | 投 球 回 | 被 安 打 | 被 本 塁 打 | 与 四 球 | 敬 遠 | 与 死 球 | 奪 三 振 | 暴 投 | ボ 丨 ク | 失 点 | 自 責 点 | 防 御 率 | W H I P |
| --------- | --------- | ----- | ----- | ----- | ----- | -------- | ----- | ----- | -------- | ----------- | ----- | ----- | -------- | -------- | ----------- | -------- | ----- | -------- | -------- | ----- | -------- | ----- | -------- | -------- | ------- |
| 1913      | DET       | 5     | 4     | 3     | 0     | 1        | 1     | 3     | 1        | -           | .250  | 124   | 29.0     | 34       | 0           | 4        | -     | 1        | 9        | 1     | 0        | 18    | 16       | 4.97     | 1.31    |
| 1914      | DET       | 1     | 1     | 0     | 0     | 0        | 0     | 1     | 0        | -           | .000  | 9     | 1.0      | 3        | 0           | 2        | -     | 0        | 0        | 0     | 0        | 5     | 0        | 0.00     | 5.00    |
| 1916      | CWS       | 43    | 26    | 10    | 2     | 4        | 13    | 7     | 1        | -           | .650  | 897   | 224.1    | 220      | 5           | 65       | -     | 8        | 138      | 2     | 0        | 99    | 72       | 2.89     | 1.27    |
| 1917      | CWS       | 45    | 29    | 8     | 1     | 0        | 17    | 8     | 1        | -           | .680  | 968   | 230.0    | 221      | 3           | 81       | -     | 9        | 85       | 5     | 0        | 94    | 76       | 2.97     | 1.31    |
| 1918      | CWS       | 15    | 14    | 7     | 2     | 0        | 6     | 4     | 1        | -           | .600  | 423   | 105.2    | 76       | 0           | 47       | -     | 5        | 30       | 2     | 0        | 32    | 32       | 2.73     | 1.16    |
| 1919      | CWS       | 41    | 40    | 27    | 5     | 5        | 23    | 11    | 1        | -           | .676  | 1155  | 297.0    | 265      | 7           | 58       | -     | 11       | 125      | 0     | 0        | 104   | 87       | 2.64     | 1.09    |
| 1920      | CWS       | 39    | 38    | 25    | 0     | 2        | 22    | 14    | 0        | -           | .611  | 1218  | 299.0    | 302      | 15          | 90       | -     | 12       | 128      | 4     | 1        | 145   | 130      | 3.91     | 1.31    |
| 通算：7年 | 通算：7年 | 189   | 152   | 80    | 10    | 12       | 82    | 48    | 5        | -           | .631  | 4794  | 1186.0   | 1121     | 30          | 347      | -     | 46       | 515      | 14    | 1        | 497   | 413      | 3.13     | 1.24    |

- 「-」は記録なし。
- 太字はリーグ1位。
- 1915年は試合出場なし。